# Lutzomyia xerophila
Lutzomyia xerophila is een muggensoort uit de familie van de glansmuggen (Psychodidae). De wetenschappelijke naam van de soort is voor het eerst geldig gepubliceerd in 1983 door Young, Brenner, and Wargo.